# Gelón II de Siracusa
Gelon II (antes del 266 a. C. - 216 a. C.) fue el hijo mayor de Hierón II, rey de Siracusa.
Gelón murió poco antes que su padre. No se sabe mucho de él, pero, al parecer, había heredado el carácter tranquilo y prudente de su progenitor. Polibio registra para su alabanza que sacrificó todas sus ambiciones en aras de la obediencia y la reverencia a su padre, que tal vez lo hiciera rey al asociarlo a su gobierno. 
Livio afirma que, después de la gran derrota sufrida por los romanos en Cannas, Gelón se disponía a cambiar la alianza con Roma por otra con Cartago, y podría haber convencido a toda la isla de Sicilia de pasarse al lado de los cartagineses de no haber sido por su prematura muerte, que ocurrió en el 216 a. C.. Sin embargo, esto parece bastante en desacuerdo con la declaración de Polibio de su presentación uniforme de los puntos de vista de su padre y tal vez merezca tan poco crédito como la insinuación de Livio de «que se produjo su muerte tan oportunamente», a arrojar sospechas sobre Hierón de haber matado a su propio hijo. 
Gelón estaba casado con Nereis, hija de Pirro de Epiro, con la que tuvo un hijo, Jerónimo, y una hija, Harmonía, que se casó con un siracusano llamado Temisto. 
En su tratado El contador de arena, Arquímedes se refiere a él con el título de rey. 
Las monedas nombradas por los escritores anteriores al Gelón ya maduro son admitidas por algunos numismáticos como pertenecientes a él. La efigie del anverso tal vez sea la del propio Gelón.